# Zastava Palaua
Zastava Palaua je usvojena 1. siječnja, 1981. Kao i kod većine drugih država Oceanije, plava boja predstavlja ocean. Žuti disk, koji je sličan diskovima na zastavama Bangladeša i Japana, predstavlja mjesec. 
- Zastava korištena od 1965 do 1981
- Zastava Ujedinjenih naroda korištena od 1947 do 1965
- Zastava Sjedinjenih Američkih Država korištena od 1944 do 1994

## Vanjske poveznice
- Flags of the World